# Renouveau français
Pour les articles homonymes, voir RF.
Le Renouveau français (RF) est un mouvement politique français d'extrême droite contre-révolutionnaire et pétainiste, fondé en 2005 par Thibaut de Chassey.

## Présentation
Créé en novembre 2005 par Thibaut de Chassey, le Renouveau français est issu de l'auto-dissolution de la Garde franque (scission de l'Action française, composée de moins d'une centaine de membres) à la suite de l'exclusion de ses membres du Front national de la jeunesse,. Selon Le Monde, le RF est « l'équivalent de L'Œuvre française chez les jeunes ».
Le Renouveau français bénéficie de l'implantation de la Garde franque en Alsace, dans le Berry, en région parisienne et dans l'ouest de la France, ainsi que du soutien du seul label de rock identitaire français Patriotes Production. L'organisation édite une revue, L'Héritage, et est également membre du Front national européen. 
Le Renouveau français apporte son soutien à la Tribu Ka, groupuscule nationaliste noir de Kémi Séba dissout en 2006, et salue son « courage politique ».
Plusieurs membres de l'organisation sont présents sur la liste « antisioniste » de Dieudonné et Alain Soral aux élections européennes de 2009.
Dans le contexte de la campagne de succession de Jean-Marie Le Pen à la présidence du Front national en 2010, le Renouveau français fait campagne pour Bruno Gollnisch face à Marine Le Pen. Durant cette période, plusieurs cadres du Front national de la jeunesse sont démis de leurs fonctions pour avoir participé à un congrès du Renouveau français.
Après la défaite de Bruno Gollnish, la mouvance nationale-catholique se rabat sur la thématique de la « christianophobie » pour tenter de se redynamiser et de se restructurer. Le Renouveau français s'oppose alors avec virulence à plusieurs évènements qu'il considère comme « blasphématoires » et jour le rôle de « groupe choc » pour Civitas, organisation catholique intégriste. 
En prévision de l'élection présidentielle française de 2012, le Renouveau français participe à la création de l'Union de la droite nationale qui tente de présenter la candidature de Carl Lang et rassemble la plupart des courants de l'extrême droite opposés au Front national : Mouvement national républicain, Parti de la France, Nouvelle droite populaire, Terre et Peuple, Jeunesses nationalistes,.
En janvier 2012, le secrétaire général du FNJ Steeve Briois qualifie le Renouveau français de « groupuscule ennemi » et rappelle l'interdiction pour les adhérents FN de participer à des listes universitaires aux côtés du RF sous peine d'exclusion du parti.
Selon Jean-Yves Camus, le Renouveau français compte environ 300 membres en 2013. D'après Le Monde, les militants du groupe sont plutôt d'origine bourgeoise et originaires de l'ouest parisien.
Le groupe participe à la Manif pour tous, s'opposant au mariage des homosexuels, et se fait notamment remarquer pour avoir déclenché une manifestation sauvage aux côtés des Jeunesses nationalistes et du Groupe union défense.
Le 18 juin 2017, le RF annonce officiellement la « mise en sommeil de ses activités militantes ».

## Idéologie
Le Monde qualifie le mouvement de « groupuscule contre-révolutionnaire, pétainiste et antisémite » ou de « groupuscule nationaliste, intégriste, antisémite et pétainiste ». Selon le quotidien, « le Renouveau français, obsédé par “le lobby homosexualiste”, explique à qui veut l'entendre, que “derrière, se cache le lobby pédophile qui pourra agir, si la loi [autorisant le mariage entre les personnes de même sexe] passe, avec beaucoup plus de facilité”. ».
Le Renouveau français se réclame d'un « nationalisme [...] d'inspiration contre-révolutionnaire et catholique ».